# Хулио Салинас
Вижте пояснителната страница за други личности с името Салинас.
Хулио Салинас Фернандес (на испански: Julio Salinas Fernández, испанско произношение: [ˈxuljo saˈlinas ferˈnandeθ]) е бивш испански футболист.
С испанския национален отбор играе на три световни и две европейски първенства.
В началото на 90-те години като състезател на Барселона е част от „Дрийм тийма“ на Йохан Кройф  с който печели четири поредни шампионски титли на Примера дивисион, една Купа на Краля, две суперкупи на Испания, една Шампионска лига, една Купа на носителите на купи и една Суперкупа на УЕФА.
След края на състезателната си кариера работи като спортен коментатор за испанските телевизии „RTVE“ и „La Sexta“.

## Състезателна кариера

### Билбао Атлетик / Атлетик Билбао
Роден в Билбао Салинас започва да тренира футбол в местния Атлетик Билбао. С втория отбор на клуба - Билбао Атлетик става голмайстор на Сегунда дивисион и печели Трофея Пичичи за сезон 1983-84 през който отбелязва впечатляващите 23 гола. Интересното в този сезон е, че класиралите се на първите две места отбори на Кастилия и Билбао Атлетик въпреки спечелената промоция нямат право да играят в Примера дивисион като втори отбори съответно на Реал Мадрид и Атлетик. За елитната лига се класират заелите трето, четвърто и пето място в крайното класиране отбори на Еркулес, Расинг Сантандер и Елче. През този сезон и предходния 1982-83 Салинас записва и 13 мача за първия отбор на клуба като става двукратен шампион на Испания. Първият си гол отбелязва на 26 март 1983 г. за домакинската победа с 4:0 над Селта Виго, а през 1984 година печели „дубъл“ като добавя и Купата на краля след победа във финала над Барселона с 1:0.
След още два сезона в Атлетик Билбао и отбелязани 12 гола Салинас печели две трети места в Примера и играе още един финал за Купата на краля, загубен от Атлетико Мадрид с 1:2.

### Атлетико Мадрид
През 1986 г. Хулио Салинас преминава именно при „дюшекчиите“ за които отбелязва впечатляващите 31 гола, два от които на 7 февруари 1988 г. за най-голямата загуба на Майорка със 0:7 от престоят им в Примера дивисион.

### Барселона
През лятото на 1988 г. Хулио Салинас преминава в Барселона за да стане неизменна част от „Дрийм тийма“ на Йохан Кройф с който печели четири поредни шампионски титли на Примера дивисион, една Купа на Краля, две суперкупи на Испания, една Шампионска лига и една Суперкупа на УЕФА.
Още в дебютния си сезон Салинас отбелязва 20 гола, а Барса завършва на второ място след Реал Мадрид. Баскът бележи и във финалната среща от турнира за Купата на носителите на национални купи през 1989 г. за 2:0 срещу Сампдория, както и във финала за Купата на краля през 1990 г. при победата също с 2:0 над Реал Мадрид.
През следващия сезон в състава на Барса е привлечен Христо Стоичков и Салинас все по-рядко попада сред титулярите, а в повечето случаи влиза като смяна. На 10 февруари 1993 г. отбелязва първото попадение за 1:1 срещу Вердер Бремен в първия финален мач за Суперкупата на УЕФА. На 28 октомври 1992 г. отбелязва и първото попадение в първата среща за Суперкупата на Испания при победата с 3:1 над бившия му клуб Атлетико Мадрид.
| Гола на Салинас във финала на КНК срещу Сампдория през 1989 г. 0 |
| ---------------------------------------------------------------- |

### Депортиво Ла Коруня
В началото на сезон 1994-95 Салинас напуска Барселона и подписва за една година с Депортиво Ла Коруня, помагайки на отбора да завърши на второ място в Примера дивисион. Въпреки че влиза предимно като резерва, завършва сезона с 12 гола, като пред него е само от голмайстора на отбора Бебето. На 3 декември 1994 г. Салинас отбелязва изравнителното попадение на Ноу Камп при равенството 1:1, само няколко месеца след напускането на бившия си клуб.
След привличането в клуба на руския национал Дмитрий Радченко Салинас се чувства излишен и напуска.

### Спортинг Хихон
Вече 33-годишен подписва със Спортинг Хихон за когото през сезон 1995-96 отбелязва 18 гола и е с основен принос клубът от Астурия да запази мястото си в елита. Тези 18 гола Салинас отбелязва само през първия полусезон преди да се контузи и завършва на второ място при голмайсторите на полусезона с равен брой голове, колкото има и новоизгряващата звезда на испанския футбол - Раул, който спечели повиквателна от Хавиер Клементе да се присъедини към испанския тим за Евро 1996 в Англия. Феновете започват да го боготворят и на 22 декември 1996 г. в последния му мач след година и половина прекарани в клуба започват да скандират в негова чест: „Златната обувка, Салинас Златната обувка!“, (на испански: "Bota de oro, Salinas bota de oro!").

### Япония
Един сезон носи екипа на японския Йокохама Маринос, където играе рамо до рамо с бившия си съотборник от „Дрийм тийма“ на Барса - Андони Гойкоечеа.

### Депортиво Алавес
През 1998 г. се завръща в Испания и подписва със скромния Депортиво Алавес. Носи екипа на клуба година и половина. На 19 май 2000 г. Салинас играе последния си професионален мач при загубата с 2:1 от своя роден клуб – Атлетик Билбао. Оттегля се на 38-годишна възраст и слага край на своята кариера след 417 мача и 152 гола в испанската първа дивизия.
През този сезон Алавес завършва на 6-о място и се класира за турнира Купата на УЕФА, където стига до неговия финал, загубен с 4:5 от Ливърпул.

### Край на кариерата
След края на състезателната си кариера Хулио Салинас работи като спортен коментатор за испанските телевизии „RTVE“ и „La Sexta“, пише за „El Mundo Deportivo“, собственик е на хотел в Билбао, работи и като промоутър на сайт за спортни залози – „10a1.com“.

## Национален отбор
За испанския национален отбор играе едно десетилетие, записва 56 международни срещи в които отбелязва 23 гола. Дебютът му е на 22 януари 1986 г. и е увенчан с гол в приятелска среща срещу отбора на бившия СССР, игран в Лас Палмас и завършил 2:0 в полза на домакините. С „Ла Фурия" играе на три световни и две европейски първенства.

## Успехи
Атлетик Билбао
- Примера дивисион (2): 1982-83, 1983-84
- Купа на краля (1): 1983–84

Барселона
- Купа на европейските шампиони 1991/92
- Суперкупа на УЕФА – 1992
- Купа на носителите на купи 1988/89
- Примера дивисион (4): 1990-91, 1991-92, 1992-93, 1993-94
- Купа на краля (1): 1989–90
- Суперкопа де Еспаня (2): 1991, 1992

Депортиво Ла Коруня
- Купа на краля (1): 1994–95
- Примера дивисион
  - Вицешампион – 1994-95

Индивидуални
- Голмайстор на Сегунда дивисион – 1983-1984 (23 гола с екипа на Билбао Атлетик)